# هیکارو میتا
هیکارو میتا (انگلیسی: Hikaru Mita؛ زادهٔ ۱ اوت ۱۹۸۱) بازیکن فوتبال اهل ژاپن است.
از باشگاه‌هایی که در آن بازی کرده‌است می‌توان به باشگاه فوتبال توکیو و باشگاه فوتبال آلبیرکس نیگاتا اشاره کرد.